# Deprimism
Deprimismul [ref.fr.] deprimisme face parte din categoria curente literare din literatura română desprins din zona new wave și se caracterizează prin abordarea tematică a unei realități bazate pe suprimarea conceptului de individualitate și pe încarcerarea lui într-un sistem globalizant, destructiv și restrictiv, având conexiuni multiple cu depresionismul francez și neorealismul american.
Deprimismul are intenția de a depăși sfera liricului tradițional și de a include în conceptul de metaforă toate transferurile complete de termeni și de structuri vizionare, demonstrând că elementul negării tradiționalismului este un argument pentru credința ad litteram în capacitatea mitică a cuvântului poetic de a-și conține propria semnificație.
Inițiatorul curentului deprimist este scriitorul Gelu Vlașin. 
- ro  MANIFESTUL DEPRIMIST - Blogul autorului (preambul)

Gelu Vlașin
În primul rând poezia rămâne ceea ce-a fost dintotdeuna - defularea personală a unei trăiri la nivel existențial. Deprimismul artistic, adică starea despre care unii care scriu texte nici măcar n-au auzit, ce să mai spun de simțit. Fără suferință artistică poezia nu există, fără trăire un poem nu poate respira. Abia apoi se transformă la nivel de receptare într-un mai mult sau mai puțin instrument afectiv, care-și găsește cel puțin o formă de autentic. Dintr-o dată vezi că te-ai situat într-un fel de carusel pentru care nu mai există altceva decât nelimitația / nelimitarea auto-suficienței. În același timp îți dai seama câtă prăpastie există - indiferent de situarea lor geografică - între "constructorii" de poezie și poeți. Nici o vibrație. Nici un sentiment. Fragmentare până la suprasaturație, scriitură colegializată. Și uite așa textele ajung simple instrumente mecanice, un fel de mașinărie din care lipsește aproape întotdeauna esențialul, rațiunea de-a exista, forme fără fond. Dacă nu reușești să transmiți nimic aproapelui tău, lectorului acela care n-are nimic de-a face cu gașca ta de "inițiați", înseamnă că poemul tău este o simplă formulă stilistică și nimic mai mult. M-am săturat de toate "construcțiile poetice" care-mi dau târcoale, pe care le citesc drept "poezii adevărate". M-am săturat de "poeții verticali" de ipocriții care fabrică poeme ca și cum ar fabrica rețete pentru gospodine. M-am săturat să văd cum valoarea și respectul au dispărut cu desăvârșire pe toate planurile. Pentru mine, literatura adevărată este literatura care mă sensibilizează, pe care-o simt că răbufnește dintr-o respirație proaspătă, care poate să mă facă cel puțin pentru o clipă să-mi identific trăirile, care știe să protesteze fără să-mi zgândărească auzul, care mă face să cred că nimic nu-i zadarnic. Restu-i zgură.
Dacă ar fi să-l citez pe Harold Bloom probabil că aș începe cu descrierea liniară a limitei canonului occidental desfoind acele pasaje prin care este sugerată duplicitatea interpretativă a simbolului estetic. Dar n-am să fac acest lucru cel puțin din doua motive; odată pentru faptul că metoda de analiza a textelor - potrivit afirmațiilor lui Alain Vaillant, reprezintă în fond o banală axiomă sintagmatică și în al doilea rând pentru că limita canonului estetic occidental a fost deja depășită. Conform previziunilor făcute de Alexandre Leupin într-un articol intitulat La fin du sex și apărut în Art Press [noiembrie 1999], epoca sexismului a început să apună iar încercările puerile de revigorare au fost și vor fi sortite eșecului. Astăzi nu mai impresionează pe nimeni utilizarea unui limbaj literar vulgarizat doar în intenția de-a capta binevoitoarea atenție a publicului cititor.
Potențialul cititor de astăzi este afectat de receptarea unei realități cu vădite caracteristici epistemologice în care să-și poată regăsi posibile puncte de congruență care să-l determine la acțiune și implicare. Într-o societate extrem de dinamică, în care sistemele informaționale au desființat efectiv toate barierele mai ales în ceea ce privește comunicarea, era firesc sa se întâmple lucruri extrem de interesante și pe tărâmul culturii. Site-urile pe Internet, paginile web destinate literaturii și artei sunt de ordinul miilor și chiar sutelor de mii. În orice clipa ești conectat la informații de ultimă oră și poți comunica oriunde, oricând și cu oricine de pe întreaga planetă.
Nici chiar Michael Moorcock – vizionarul sf-ismului, n-ar fi putut bănui, acum vreo câțiva ani, ce-o să se întample în aceasta zonăde interes. Minimialismul, fugitivismul, biografismul, nonmetrismul, post-textualismul si mai ales deprimismul, sunt idei culturale care au încercat să decripteze și într-un fel să deconstruiască fundamentele canonului estetic occidental. Deprimismul [ref.fr. – deprimisme] este un curent literar desprins din zona new wave și se caracterizează prin abordarea tematică a unei realități bazate pe suprimarea conceptului de individualitate și pe încarcerarea lui într-un sistem globalizant, destructiv și restrictiv [conexiuni multiple cu depressionismul francez și neo-realismul american]. Debarasat de nebuloasa unor ficțiuni premontorii, deprimismul reușeste să se evidențieze tocmai prin forța lui de-a rezista valoric într-un sistem în care se diferențiază clar doua opțiuni majore:
a) elitismul – și migrarea textelor literare într-un micro-univers de tip eclectic;
b) mercantilismul – și opțiunea cititorului cotidian pentru lecturarea unor texte aproape lipsite de veleități literare.

Teoria formalistă a limbajului poetic demonstrează evaziunea funcției poetice care depășește câmpul poeziei, incluzând orice discurs, orice text în versuri sau proză, primit și receptat ca mesaj literar, demonstrând că literatura poate fi depistată pretutindeni, în orice specie de scriere. Cert este faptul că nimeni nu-și mai poate asuma rolul de-a monitoriza valoric tot ceea ce se întâmplă în acest imens teritoriu artistic.
Și totuși... Poezia, în conceptul deprimist, nu este o esență, nu este o matrice localizată într-o anumită zona a poemului, ci este dispersia spațiilor albe difuzate pe toată suprafața lui, cuprinzând elementele minimalului compatibile cu orice experiență umana, condiționată prin existența unor contexte valorizate de componenta experiențiala pe care un autor o controlează poetic. Semnificațiile latente explorate în cuvinte nu trebuie doar să pozitiveze receptarea poetica prin potențiale formule metaforice.

Deprimismul propune conceptul minimal de abordare a unei realități dificile /dinamice /dureroase, care își supune individualul prin absorbție. Această critică a formei apreciază forma prin raportare la obstacolele antiformale învinse, deci prin raportare la elementele anestetice reale transformate în materiale ale imaginației estetice. Deprimismul are intenția de a depăși sfera liricului tradițional și de a include în conceptul de metaforă toate transferurile complete de termeni și de structuri vizionare, demonstrând că elementul negării tradiționalismului este un argument pentru credința ad litteram în capacitatea mitică a cuvântului poetic de a-și conține propria semnificație.